# Rob Pilatus

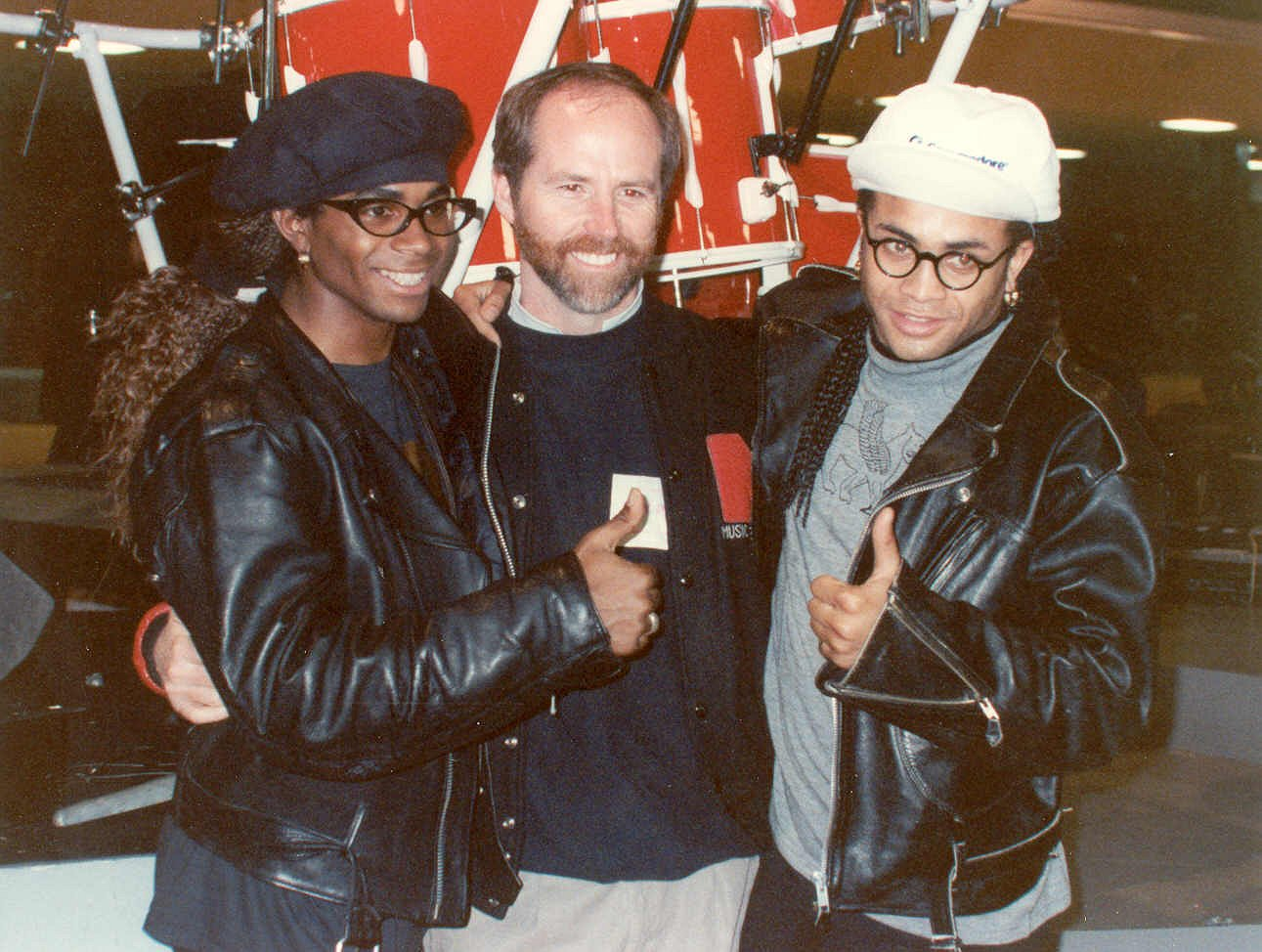
Rob Pilatus (rechts) und Fab Morvan (links), 1990

Robert „Rob“ Pilatus (* 8. Juni 1964 in München; † 3. April 1998 in Friedrichsdorf) war ein deutscher Tänzer und Sänger. Er wurde 1988 als Teil des Popduos Milli Vanilli bekannt.

## Leben
Er wurde 1964 in München als Sohn eines US-amerikanischen Soldaten und einer Deutschen geboren und später wie auch seine Schwester Carmen mit drei Jahren von dem Münchner Ehepaar Hans und Antonie Pilatus adoptiert. Sein Adoptivvater starb 1990, seine Adoptivmutter 1994. In seiner Jugend spielte Pilatus Fußball und schloss nach der Schule eine Ausbildung zum Textil-Einzelhandelskaufmann ab. 1987 nahm Pilatus mit der Gruppe Wind am 32. Eurovision Song Contest in Brüssel teil. Der Titel Laß die Sonne in dein Herz erreichte den 2. Platz.
Ab 1988 war Pilatus neben dem Franzosen Fab Morvan  und der iranischen Sängerin Charliene Teil des Gesangstrios Empire Bizarre und veröffentlichten die Single Dansez!, bevor sie von Frank Farian entdeckt wurden, der aus ihnen das Popduo Milli Vanilli machte. Der Durchbruch gelang im Herbst desselben Jahres mit dem Titel Girl You Know It’s True. Pilatus trat in Videos und bei öffentlichen Events als Sänger und Tänzer auf; in Wirklichkeit sorgten Studiomusiker für den Gesang. 
Nach einer Reihe von Vorfällen, einem Zerwürfnis zwischen Pilatus, Morvan und Farian über die Zukunft von Milli Vanilli und nachdem während der US-Tour das Playbackband bei einem Auftritt hängengeblieben war, räumte Farian am 15. November 1990 bei einer Pressekonferenz in seinem Aufnahmestudio in Rosbach ein, dass Pilatus und Morvan niemals für ihn Stimmaufnahmen eingespielt hatten. Vier Tage später wurden Pilatus und Morvan ihre Grammys aberkannt, die sie am 21. Februar des Jahres erhalten hatten.
Nach der Auflösung von Milli Vanilli Anfang der 1990er Jahre gründeten Pilatus und Morvan das Duo Rob & Fab, das jedoch erfolglos blieb. Pilatus entwickelte eine Alkoholkrankheit und geriet in Los Angeles in Schwierigkeiten mit der Polizei, die ihn unter anderem wegen Körperverletzung und Vandalismus verhaftete. Farian unterstützte ihn damals mit Geld und einem deutschen Rechtsanwalt, der ihm zu einem Freispruch verhalf. 
1995 wurde er wegen Drogenbesitzes verurteilt, beging aber während seiner Bewährungszeit mehrere Straftaten, darunter Raub- und Betrugsdelikte. Nach dieser Zeit und der Rückkehr nach Deutschland versuchte sich  Pilatus wiederholt an einem Alkoholentzug und wartete darauf, neue Projekte mit Farian und Morvan zu starten.
Am 3. April 1998 fand Farians Lebensgefährtin Ingrid Segieth ihn tot in einem Hotelzimmer in Friedrichsdorf auf. Die Obduktion ergab als Todesursache Herzversagen als Folge einer Überdosis an Alkohol und Drogen. Er wurde 33 Jahre alt. Rob Pilatus wurde im alten Teil des Münchener Waldfriedhofs beigesetzt.
2021/2022 inszenierte der Regisseur und Drehbuchautor Simon Verhoeven die Milli-Vanilli-Filmbiografie Girl You Know It's True, in dem Tijan Njie Rob Pilatus spielt.